# Tell That Girl to Shut Up (canción)
«Tell That Girl to Shut Up» es el segundo sencillo de la banda británica de pop/rock Transvision Vamp, publicado en 1988. Salió de su álbum de debut Pop Art y fue grabada originalmente por Holly and the Italians y escrita por Holly Beth Vincent.
La cara B, "God Save the Royalties" es la canción "Psychosonic Cindy" del álbum Pop Art, remezclada y en sentido inverso (el título es un juego de palabras para evitar el pago de licencia).

## Lista de canciones

### Vinilo de 7"(TVV 2)
1. «Tell That Girl to Shut Up» - 3:05
2. «God Save the Royalties» - 3:12

### Vinilo de 12"(TVVT 2)
1. «Tell That Girl to Shut Up» (Extendida) - 6:20
2. «Tell That Girl to Shut Up» (Mezcla Knuckle Duster) - 4:44
3. «God Save the Royalties» - 3:12

### Sencillo en CD(DTVV 2)
1. «Tell That Girl to Shut Up» (Extendida) - 6:20
2. «God Save the Royalties» - 3:12
3. «Tell That Girl to Shut Up» (Versión 7") - 3:05
4. «Tell That Girl to Shut Up» (Mezcla Knuckle Duster) - 4:44

## Lista de éxitos
| Transvision Vamp (1988)              | Mejor Posición |
| ------------------------------------ | -------------- |
| Listas musicales de Australia        | 44             |
| UK Singles Chart                     | 45             |
| EE. UU. Billboard Hot 100            | 87             |
| EE. UU. Billboard Modern Rock Tracks | 9              |